# Adia aharonii
Adia aharonii är en tvåvingeart som först beskrevs av Willi Hennig 1976.  Adia aharonii ingår i släktet Adia och familjen blomsterflugor.
Artens utbredningsområde är Israel. Inga underarter finns listade i Catalogue of Life.